# Coelogyne tenasserimensis
Coelogyne tenasserimensis är en orkidéart som beskrevs av Gunnar Seidenfaden.
Coelogyne tenasserimensis ingår i släktet Coelogyne och familjen orkidéer. Inga underarter finns listade i Catalogue of Life.